# Billboard (Magazin)

Logo der Zeitschrift, das von Oktober 1984 bis Januar 2013 benutzt wurde

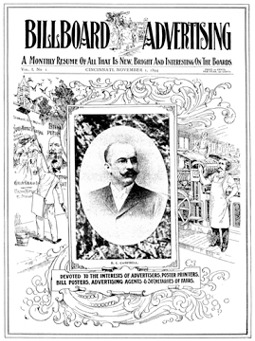
Erstausgabe

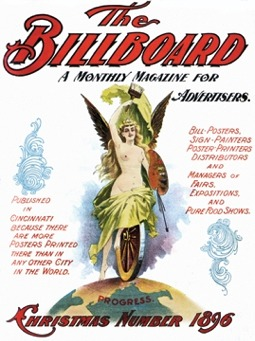
Ausgabe von 1896

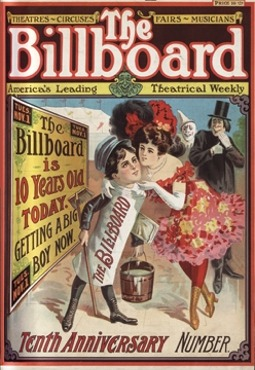
Ausgabe zum 10-jährigen Jubiläum

Billboard (englisch für ‚Plakattafel‘, ‚Anschlagbrett‘) ist eine US-amerikanische Entertainment-Marke im Besitz der Billboard-Hollywood Reporter Media Group, die eine Abteilung von Eldridge Industries ist. Billboard fungiert heute in erster Linie als Online-Magazin für Nachrichten, Ereignisse und Rezensionen aus der Musikbranche. 
Des Weiteren ermittelt und veröffentlicht der Medienkonzern die offiziellen US-Verkaufscharts für Musikalben (Billboard 200), Singles (Billboard Hot 100) und verschiedener Musikrichtungen. Darüber hinaus organisiert das Unternehmen Veranstaltungen, führt einen Verlag und betreibt verschiedene Fernsehshows. 

## Geschichte

### Gründung und Etablierung
Die erste Ausgabe der Zeitschrift Billboard wurde am 1. November 1894 in Cincinnati von William Donaldson und James Hennegan veröffentlicht. Zunächst befasste sich die Zeitschrift mit der Werbe- und Plakatierungsbranche und trug den Titel Billboard Advertising.
Während sich Donaldson um die Redaktion und die Werbung kümmerte, leitete Hennegan mit seiner Druckerei Hennegan Printing Co. die Zeitschriftenproduktion. Die ersten Ausgaben umfassten acht Seiten und beinhalteten Kolumnen wie The Bill Room Gossip und The Indefatigable and Tireless Industry of the Bill Poster. 1896 wurde eine Rubrik für landwirtschaftliche Messen eingeführt, bevor der Titel der Zeitschrift 1897 in The Billboard geändert wurde.
Nach einem kurzen Produktionsstopp aufgrund redaktioneller Differenzen erwarb Donaldson 1900 Hennegans Geschäftsanteile für 500 US-Dollar, um das Unternehmen vor dem Bankrott zu bewahren. Im Mai 1900 wurde das Konzept der Zeitschrift von einer monatlichen auf eine wöchentliche Erscheinungsfrequenz mit einem Schwerpunkt auf Eilmeldungen abgeändert. Er verbesserte die redaktionelle Qualität und eröffnete neue Büros in New York, Chicago, San Francisco, London und Paris. Außerdem wurde der Themenfokus auf die Berichterstattung über Veranstaltungen im Freien wie Messen, Karneval und Zirkusse neu angesetzt.
Des Weiteren wurden Themen wie Marktregulierung, mangelnde Professionalität, Wirtschaftlichkeit und aktuelle Shows behandelt. Es gab eine Klatsch-Rubrik, die das Privatleben von Entertainern abdeckte, einen Zelt-Show-Abschnitt für Reiseshows und einen Unterabschnitt mit dem Titel Freaks to Order. Nach Angaben der Seattle Times veröffentlichte Donaldson auch Artikel, die „die Zensur und Regenbogenpresse angreifen“.
Mit der Weiterentwicklung der Eisenbahnen richtete Billboard ein Postweiterleitungssystem für reisende Entertainer ein. Der Standort eines Entertainers konnte im Magazin in der Rubrik Routes Ahead verfolgt werden. Im Namen des Stars erhielt Billboard eine Sendung, woraufhin der Empfänger in der so genannten Letter-Box informiert wurde. Zunächst wurde der Dienst im Jahr 1904 eingeführt und entwickelte sich zur größten Gewinnquelle der Zeitschrift. Bis 1914 nutzten 42.000 Menschen den Dienst. Während des Zweiten Weltkriegs wurde die Billboard-Postadresse von vielen Stars als offizielle Adresse genutzt. Noch in den 1960er Jahren, als das System eingestellt wurde, verarbeitete Billboard 1500 Briefe pro Woche.
1920 machte Donaldson einen kontroversen Schritt, indem er den afroamerikanischen Journalisten James Albert Jackson beauftragte, eine wöchentliche Kolumne zu schreiben, die afroamerikanischen Künstlern gewidmet wurde. Laut dem Buch The Business of Culture: Strategic Perspectives on Entertainment and Media sorgte die Kolumne dafür, die Diskriminierung schwarzer Künstler aufzudecken, und half bei der Validierung ihrer Karriere. Jackson war der erste schwarze Kritiker in einer nationalen Zeitschrift mit überwiegend weißem Publikum. Nach Aussagen seines Enkels hat Donaldson auch eine Richtlinie gegen die Identifizierung von Künstlern anhand ihrer Hautfarbe aufgestellt. Donaldson starb 1925.

### Fokussierung der Musikindustrie
Mit dem Fortschritt der Technik entwickelte sich auch die Berichterstattung von Billboard weiter. Immer mehr rückten die „Wunder der modernen Technologie“, etwa Phonographen, Plattenspieler und drahtlose Radios, in den Fokus. 1899 berichtete die Zeitschrift erstmals über münzbetriebene Unterhaltungsautomaten und widmete derartigen Themen ab März 1932 eine eigene Rubrik mit dem Titel Amusement Machines. Nachdem 1907 kurzfristig auch Neuigkeiten aus der Filmbranche Platz in der Zeitschrift fanden, wurden diese im Zuge der wachsenden Konkurrenz des Branchenblatts Variety nicht weiter verfolgt und die Konzentration vermehrt auf die Musik verlagert. In den 1920er Jahren betrieb das Unternehmen einen Radiosender.
Das Wachstum der Jukebox-Industrie während der Weltwirtschaftskrise nahm sich die Zeitschrift zum Anlass, diesem Thema vermehrte Aufmerksamkeit zu widmen, wodurch sich der redaktionellen Fokus auf Musik verdichtete. Am 4. Januar 1936 veröffentlichte Billboard die erste Musikhitparade und führte im Januar 1939 einen Record Buying Guide ein. In den 1940er Jahren folgten eigene Chartrubriken für Bestseller und Jukeboxen. «Billboard» entwickelte sich schnell zu einer Fachzeitschrift. Aufgrund der wachsenden Vielfalt an Musikinteressen und -genres stieg die Anzahl der veröffentlichten Chartlisten nach dem Zweiten Weltkrieg auf bis zu 28.
Zwischen 1946 und 1948 wurden neue Büros in Brighton, Ohio, und New York eröffnet. Nachdem im November 1950 ein neues Tabloid-Format eingeführt wurde, wurde ab Januar 1963 erstmals gestrichenes Papier verwendet, um den Fotojournalismus voranzutreiben. Ebenfalls wurde in den 1950er Jahren monatlich eine eigene Fachzeitschrift für Süßwaren- und Zigarettenautomatenanbieter veröffentlicht. Dieses trug den Titel Vend. Parallel kam unter dem Namen Tide auch eine Werbefachzeitschrift auf den Markt. Bis 1969 veröffentlichte die Billboard Publications Inc. elf unterschiedliche Handels- und Verbrauchermagazine, führte einen eigenen Verlag und vier Fernseh-Franchise-Unternehmen.
Im Januar 1961 wurde die Zeitschrift in Billboard Music Week umbenannt, um den neuen Schwerpunkt Musik hervorzuheben. Zwei Jahre später erschien sie wieder als Billboard. Dem The New Business Journalism zufolge entwickelte sich Billboard bis zum Jahr 1984 zum marktführenden Berichterstatter im Bereich Musikindustrie.

### Wechsel der Eigentümer
Billboard kämpfte wenige Jahre nach dem Tod seines Gründers William Donaldson im Jahr 1925 mit dem Bankrott. Donaldsons Schwiegersohn Roger Littleford übernahm 1928 die Führung des Unternehmens und sorgte dafür, dass die Zeitschrift wieder schwarze Zahlen schrieb. Seine Söhne Bill und Roger wurden 1946 Mitherausgeber und erbten die Marke Ende der 1970er Jahre nach Littlefords Tod. 1985 verkauften sie das Unternehmen für geschätzte 40 Millionen US-Dollar an private Investoren. Die Investoren senkten die Kosten und übernahmen die Fachzeitschrift Backstage, die sich mit der Broadway-Theaterindustrie beschäftigte.
1987 wurde Billboard für 100 Millionen US-Dollar an Affiliated Publications verkauft. Billboard Publications Inc. agierte infolgedessen unter dem Namen BPI Communications als eine Tochtergesellschaft von Affiliated Publications. Sie erwarben die Zeitschriften The Hollywood Reporter, Adweek, Marketing Week und Mediaweek. Des Weiteren übernahmen sie das High-Tech-Unternehmen Broadcast Data Systems zur Verfolgung der Sendezeit von Musik. Wenige Zeit später wurden zwei Drittel der BPI-Anteile von privaten Investoren von Boston Ventures sowie BPI-Führungskräften für rund 100 Millionen US-Dollar zurückgekauft. 1993 wurde für musikbezogene Veröffentlichungen eine eigene Abteilung namens Billboard Music Group gegründet.
1994 wurde Billboard Publications Inc. für 220 Millionen US-Dollar an das niederländische Medienimperium Verenigde Nederlandse Uitgeverijen verkauft. Im Jahr 2000 fusionierte BPI mit anderen Tochterunternehmen von VNU zu Bill Communications Inc. Bis 2003 expandierte VNU um ein Vielfaches, verschuldete sich jedoch durch die hohe Anzahl an Akquisitionen. Ein versuchter Erwerb des Konzerns im Jahr 2005 von IMS Health im Wert von sieben Milliarden US-Dollar führte zu großen Protesten. 2006 wurde einem Übernahmeangebot von Investoren in Höhe von elf Milliarden US-Dollar zugestimmt.
VNU änderte 2007 seinen Namen in The Nielsen Company. Der Name geht auf ein Unternehmen zurück, das VNU 1999 für 2,5 Milliarden US-Dollar erworben hatte. Der neue CEO Robert Krakoff veräußerte einige der zuvor im Besitz befindlichen Marken, restrukturierte die Organisation und plante einige Akquisitionen, bis er 2007 plötzlich starb. Er wurde durch Greg Farrar ersetzt.
2009 wurde Billboard als es eine von acht Marken an die e5 Global Media Holding verkauft. E5 wurde als B2B-Medienkonzern von den Investmentfirmen Pluribus Capital Management und Guggenheim Partners gegründet. Im folgenden Jahr wurde die neue Muttergesellschaft in Prometheus Global Media umbenannt. Drei Jahre später erwarb Guggenheim Partners den Anteil von Pluribus an Prometheus und wurde alleiniger Eigentümer von Billboard.
Im Dezember 2015 gliederte Guggenheim Digital Media mehrere Marken, darunter Billboard aus. Diese wurden vom neuen Geschäftsführer Todd Boehly übernommen. Die Vermögenswerte laufen als Hollywood Reporter-Billboard Media Group und stellen eine Einheit der Holdinggesellschaft Eldridge Industries dar.

### Seit den 1990er Jahren
Von 1991 bis zu seinem unerwarteten Tod 2002 war Timothy White Chefredakteur der Zeitschrift. White schrieb wöchentliche eine Kolumne, in der er Musik mit „künstlerischem Wert“ lobte, während er Songs, deren Themen Gewalt oder Frauenfeindlichkeit behandelten, kritisierte. Des Weiteren überarbeitete er die Chart-Auswertung. Anstatt sich auf Daten von Musikhändlern zu verlassen, wurden nun eigene Auswertungen erhoben. Dabei wurde das von Mike Fine und Mike Shalett kreierten Nielsen-SoundScan-System eingesetzt, bei dem die Daten direkt an der Kasse gesammelt werden.
Auch konzentrierte sich White auf das Schreiben von Musiker-Profilen. In den folgenden Jahrzehnten litt die Zeitschrift unter dem wirtschaftlichen Rückgang der Musikindustrie. Dies ging mit einem Verlust von über 20.000 Lesern einher. Auch das Personal und die Eigentumsverhältnisse der Zeitschrift rotierten regelmäßig.
2004 reichte der Autor Keith Girard wegen seiner Kündigung gemeinsam mit einer Mitarbeiterin eine Klage über 29 Millionen US-Dollar ein. Billboard wurde beschuldigt, mit der Kündigung auf Rufschädigung abzuzielen. Des Weiteren war von sexueller Belästigung, einem feindlichen Arbeitsumfeld sowie einem finanziell motivierten Mangel an redaktioneller Integrität die Rede. E-Mail-Beweise deuteten darauf hin, dass die Personalabteilung besondere Anweisungen darüber erhalten hatte, Mitarbeiter von Minderheiten zu beobachten. 2006 kam es zu einer außergerichtlichen Einigung.
2004 nahm Tamara Conniff die Position als erste und jüngste Chefredakteurin in der Geschichte der Zeitschrift ein und sorgte für die erste große Neugestaltung seit den 1960er Jahren. Unter ihrer Führung stiegen die Verkäufe von Billboard um 10 %, die Anzeigenseiten um 22 % und die Team-Sitzungen um 76 %. 2005 weitete Billboard seinen Umfang auf andere Bereiche der digitalen Unterhaltungsbranche aus. Nachdem er bereits erfolgreich die Billboard-Radiosender geleitet hatte, wurde der ehemalige ABC-News- und CNN-Journalist Scott McKenzie 2006 zum Redaktionsleiter aller Billboard-Abteilungen ernannt. Conniff organisierte 2007 das Event Billboard Women in Music.
2008 wurde Bill Werde zum Redaktionsleiter ernannt, gefolgt von Janice Min im Januar 2014, die auch für die redaktionellen Inhalte des The Hollywood Reporter verantwortlich war. Das Magazin entwickelte sich im Laufe der 2010er Jahre von einem Branchenblatt zu einer Unterhaltungszeitschrift, dessen Inhalte zunehmend Lifestyle, Mode und Klatsch umfassten. Min engagierte Tony Gervino als Herausgeber des Magazins, was insofern ungewöhnlich war, als er keinen Hintergrund in der Musikindustrie hatte. Gervino wurde im April 2014 zum Chefredakteur ernannt. Im Mai 2016 wurde er vom Senior Vice President für digitale Inhalte Mike Bruno ersetzt. Im Juni 2016 wurde gemeinsam mit Algo-Rhythm Communications das Tochterunternehmen Billboard Philippines gegründet. Im September 2016 expandierte Billboard mit Unterstützung von Vision Music Ltd. nach China.

## Billboard-Charts

### Albumcharts (Auswahl)
- Billboard 200
- Top R&B/Hip-Hop Albums
- Top Country Albums
- Top Electronic Albums
- Latin Albums
- Compilation Albums
- Canadian Albums
- Soundtracks
- Heatseekers Albums

### Singlecharts (Auswahl)
- Billboard Hot 100
- Bubbling Under Hot 100 Singles
- Canadian Singles Chart
- Dance/Electronic Songs
- Eurochart Hot 100 Singles
- Hot 100 Singles Sales
- Hot Country Songs
- Hot Latin Songs
- Hot R&B/Hip-Hop Songs
- Mainstream Top 40
- Rhythmic Top 40